# Tomás Saldaña
Tomás Saldaña (ur. 23 marca 1961 roku) – hiszpański kierowca wyścigowy.

## Kariera
Saldaña rozpoczął karierę w wyścigach samochodowych w 1989 roku od startów w Renault Elf Europa Cup, gdzie raz stanął na podium. Z dorobkiem 32 punktów uplasował się na jedenastej pozycji w klasyfikacji generalnej. W późniejszych latach Hiszpan pojawiał się także w stawce Renault 21 Turbo European Cup, Sportscar World Championship, Spanish Touring Car Championship, 24-godzinnego wyścigu Le Mans, Global GT Championship, International Sports Racing Series, FIA GT Championship, Sports Racing World Cup oraz American Le Mans Series.